# جمهوری راگوسا
جمهوری راگوسا یا جمهوری دوبروونیک یک جمهوری دریایی و قرار گرفته در شهر دوبروونیک در کرواسی امروزی بود. این جمهوری از سال ۱۳۵۸ تا ۱۸۰۸ برقرار بود. این شهر، اوج دوران اقتصادی خود را در قرون ۱۵ و ۱۶ و تحت حمایت امپراتوری عثمانی تجربه کرد. این جمهوری در سال ۱۸۰۸ و توسط ناپلئون فتح شد. جمعیت آن ۳۰۰۰۰ نفر بود که حدود ۵۰۰۰ نفر آنان درون دیوارهای شهر زندگی می‌کردند.